# Movimiento por la Dignidad y la Independencia
Movimiento por la Dignidad y la Independencia (span. für Bewegung für Ehre und Unabhängigkeit), auch unter der Abkürzung Modin bekannt, war eine argentinische Partei, die landesweit aktiv war und dem extrem rechten politischen Spektrum zuzurechnen ist. Sie wurde 1990 von mehreren Ex-Militärs unter Führung von Aldo Rico, ihres bis heute prominentesten Politikers, gegründet. 2010 ging sie in der neuen Rechtspartei Partido del Campo Popular auf.
Die Partei nahm regelmäßig an landesweiten Wahlen teil, konnte jedoch als Erfolge nur den Gewinn eines Sitzes 1991 in der argentinischen Abgeordnetenkammer erzielen. Auf lokaler Ebene konnte sie dagegen als größten Erfolg den Erwerb des Bürgermeisterpostens im Partido San Miguel, einer Einheit mit etwa 300.000 Einwohnern, zwischen 1997 und 2003 verbuchen.
Um die Partei ranken sich zahlreiche Kontroversen, so wird insbesondere Rico und anderen Ex-Militärs vorgeworfen, die Verbrechen der Militärdiktatur (1976–1983), in der zahlreiche Regimegegner getötet wurden, zu verharmlosen.
In der Provinz Buenos Aires integrierte das Modín seit 2000 gemeinsam mit dem ehemaligen Partido Unidad Bonaerense eine rechte Regionalpartei unter dem Namen Partido Unidad Federalista.

## Parteiprofil
Die Partei gehört der politischen Rechten an. Auch wenn die von der Partei vertretene Ideologie nicht mit dem europäischen Rechtsextremismus vergleichbar ist – sie bekennt sich z. B. uneingeschränkt zur argentinischen Verfassung und zur Demokratie – war sie als Sammelbewegung verschiedener nationalistischer und rechtskonservativer Strömungen die extremste landesweit bedeutende politische Ausprägung der argentinischen Rechten. Parteien, die noch weiter rechts stehen, wie vereinzelte politisch aktive Neonazi-Organisationen, sind nur von lokaler Bedeutung.
Die Partei versuchte sich vor allem als Bekämpfer der Kriminalität zu profilieren. Gefordert wurde eine harte Law-and-Order-Politik mit deutlicher Steigerung der Strafen für Verbrecher, von einzelnen Mitgliedern wurde auch die Wiedereinführung der Todesstrafe verlangt. Waffenbesitz sollte erleichtert werden, um der Bevölkerung die Möglichkeit zur Selbstverteidigung zu geben. Die Einwanderung soll an die „nationalen Interessen“ angepasst werden.
Im Parteiprogramm nahm der Begriff des Vaterlandes eine tragende Rolle ein. Die Partei forderte, mit der argentinischen Nation verbundene Werte auf „hispano-amerikanischer“ Grundlage zu stärken. Ebenfalls wurde ein nach außen hin starkes Argentinien gefordert und die „Rückeroberung“ umstrittener Gebiete wie Falklandinseln, Südgeorgien und die Südlichen Sandwichinseln sowie die effektive Eingliederung des argentinischen Antarktisterritoriums ins Staatsgebiet gefordert. Wichtig sei weiterhin die Kontrolle der Grenzgebiete und die Aufwertung des Militärs, verbunden mit einer Förderung der Rüstungsindustrie. Die kulturelle Globalisierung wurde abgelehnt. Befürwortet wird die regionale Integration mit anderen Staaten Lateinamerikas unter Führung der Río-de-la-Plata-Staaten. Auch in der Wirtschaftspolitik wird die Globalisierung, die als „Export von Kapital“ an „multinationale“ Institutionen gesehen wird, abgelehnt, gefordert wird weiterhin eine stärkere Rolle des Staates.
Ebenfalls betonte die Partei konservative christliche Werte. So wurde etwa die Abtreibung strikt abgelehnt.

## Bekannte Politiker
Bekanntester Politiker der Partei war Aldo Rico, ein ehemaliger Oberst der argentinischen Streitkräfte, der 1987 im sogenannten Carapintada-Vorfall bekannt wurde, als er sich bewaffnet in einer Kaserne verschanzte und eine Amnestie für die Verbrecher der Militärdiktatur forderte. Rico wurde später zum Bürgermeister (Intendente) des Partidos San Miguel in der Provinz Buenos Aires gewählt und ist damit das einzige Parteimitglied, das ein wichtiges öffentliches Amt innehatte. Zudem war er im Jahr 1999 Sicherheitsminister in der Regierung Carlos Ruckaufs in der Provinz Buenos Aires, er trat jedoch wegen zahlreicher Skandale schon nach vier Monaten vorzeitig zurück.
Weiterhin war auch Guillermo Cherashny, ein kontroverser Journalist der Boulevardpresse, ein bekannter Exponent der Partei. Er machte 2007 von sich reden, als er bei seiner Kandidatur für das Bürgermeisteramt von Buenos Aires auf der Liste des Modín typische „rechte“ und „linke“ Elemente vermischte. So forderte er einerseits die Todesstrafe für eine große Anzahl von Verbrechen, andererseits auch die Legalisierung aller Drogen sowie die gleichgeschlechtliche Ehe, sein Wahlslogan war Sexo, porro y rockanroll (übersetzt etwa: Sex, Joints und Rock and Roll). Cherashny war nicht mit der Kandidatur erfolgreich, sorgte jedoch mit seinen Ansichten für eine ungewöhnlich große Medienpräsenz des Modin. Seine Kandidatur sorgte für einen Streit innerhalb der Führungsriege des Modin, von der nur ein Teil ihn unterstützt hatte, der gegen Cherashny gerichtete Flügel präsentierte sich dabei ebenfalls erfolglos bei der Wahl, unter dem Namen Consenso Porteño.